# 後追い小僧

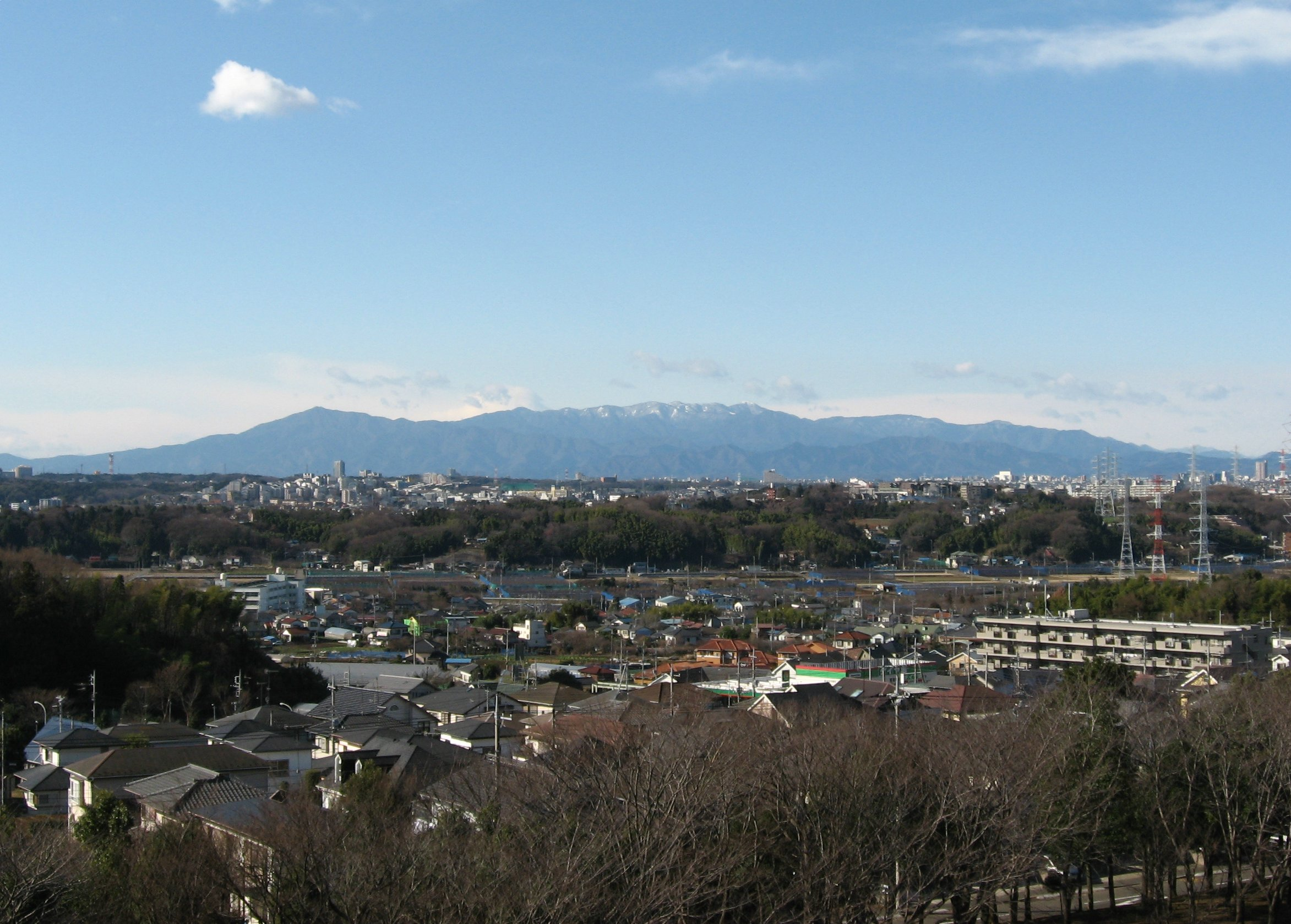
後追い小僧の伝わる丹沢山地

後追い小僧（あとおいこぞう）は、神奈川県丹沢地方東部に伝わる妖怪で、丹沢の山霊（山の神霊）の一種。

## 概要
姿は4歳から10歳程度の子供のようで、ときには15歳ほどのこともある。服装はぼろぼろのむしろや、絣（かすり）の着物、毛皮などを纏っている。
山中を人間が歩いていると、後追い小僧は無言でその者の後をつけて歩く。つけられた者が気配を感じて後ろを振り向くと、木や岩の陰に隠れ、姿を消してしまう。後を追うだけでなく、ときには道案内のように前を歩くときもある。土地の古老によれば、日中の午後に現れることが多いというが、夜に現れる場合は提灯のような火を灯している。
声を出すことも物音を立てることもなく、人間に対して危害を加えることもないが、何度も後追い小僧に遭った人は、食べ物（握り飯、芋、菓子、干し柿など）を辺りの岩や切り株の上に置いて行ったという。後をつけられている者が山を抜けて里に近づくと自然に消えるという説や、夜に現れた場合は声をかければ消える、などの説もある。
古来より山は死後の世界に近い場所とされ、死者の霊が集まってくると考えられていたことから、後追い小僧は、そうした霊が生きている人間になついて現れた者という説があり、実際に前述のように、後追い小僧のために食べ物を残すのは、後追い小僧が自分の亡くした子供の霊ならばと思っての行動とされている。